# 条顿骑士团国
条顿骑士团国由条顿骑士团在征服普鲁士地区和古普鲁士人后于1234年建立，信仰罗马天主教，定首都為马尔堡城堡。1457年，迁至柯尼斯堡。1525年，宗教改革中，来自霍亨索伦家族的普魯士公國侯爵兼条顿骑士团大团长阿爾布雷希特宣布条顿骑士团世俗化，改宗新教，普鲁士公国建立。

## 起源

條頓騎士團軍旗

### 日耳曼人東向移民
1200年，日耳曼教會派遣十字軍進入東波羅的海地區，進行武力傳教，隨後建立一支寶劍騎士團進入該地武力傳教，歷經30餘年，東波羅的海地區逐漸基督教化。同時德意志商人亦頻繁往來此地，進行商業活動，使得當地經濟活動日益興盛，後來拉脫維亞的首都里加、愛沙尼亞的首都塔林及其他重要城市，都是自12世紀上半至中葉逐步發展起來。

### 條頓騎士團的出現
波蘭王國10世紀末企圖征服普魯士地區，然而到13世紀仍不得攻克之。此時波蘭內的馬佐夫舍公爵康拉德，因為身為條頓騎士團的一員，而邀請條頓騎士團進入普魯士地區。1231年開始，條頓騎士團團長赫爾曼在普魯士西南地區建立了一系列的據點，為條頓騎士團征服普魯士立下了基礎。

## 發展

1200年東北歐局勢圖

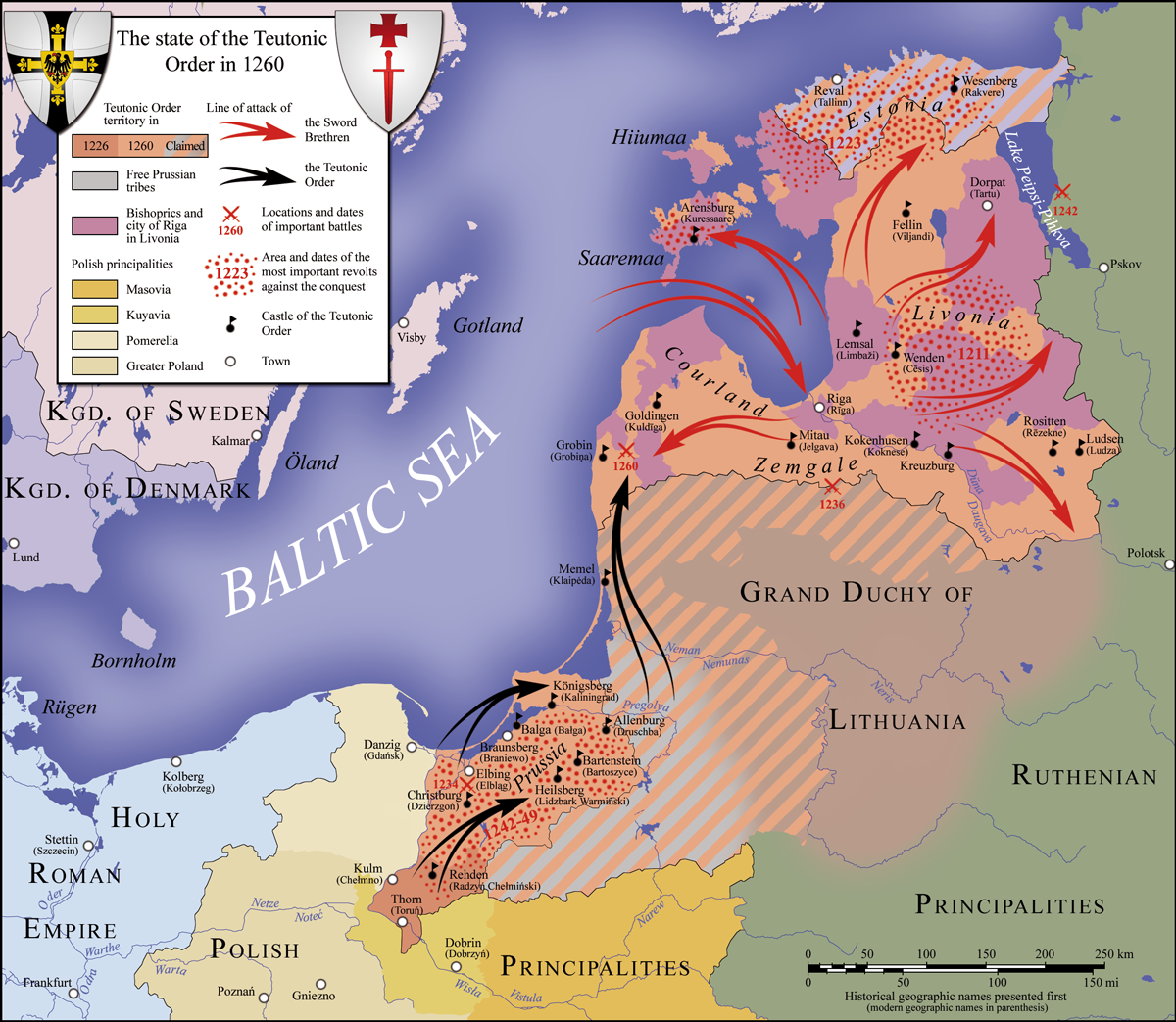
1206年的條頓騎士團國

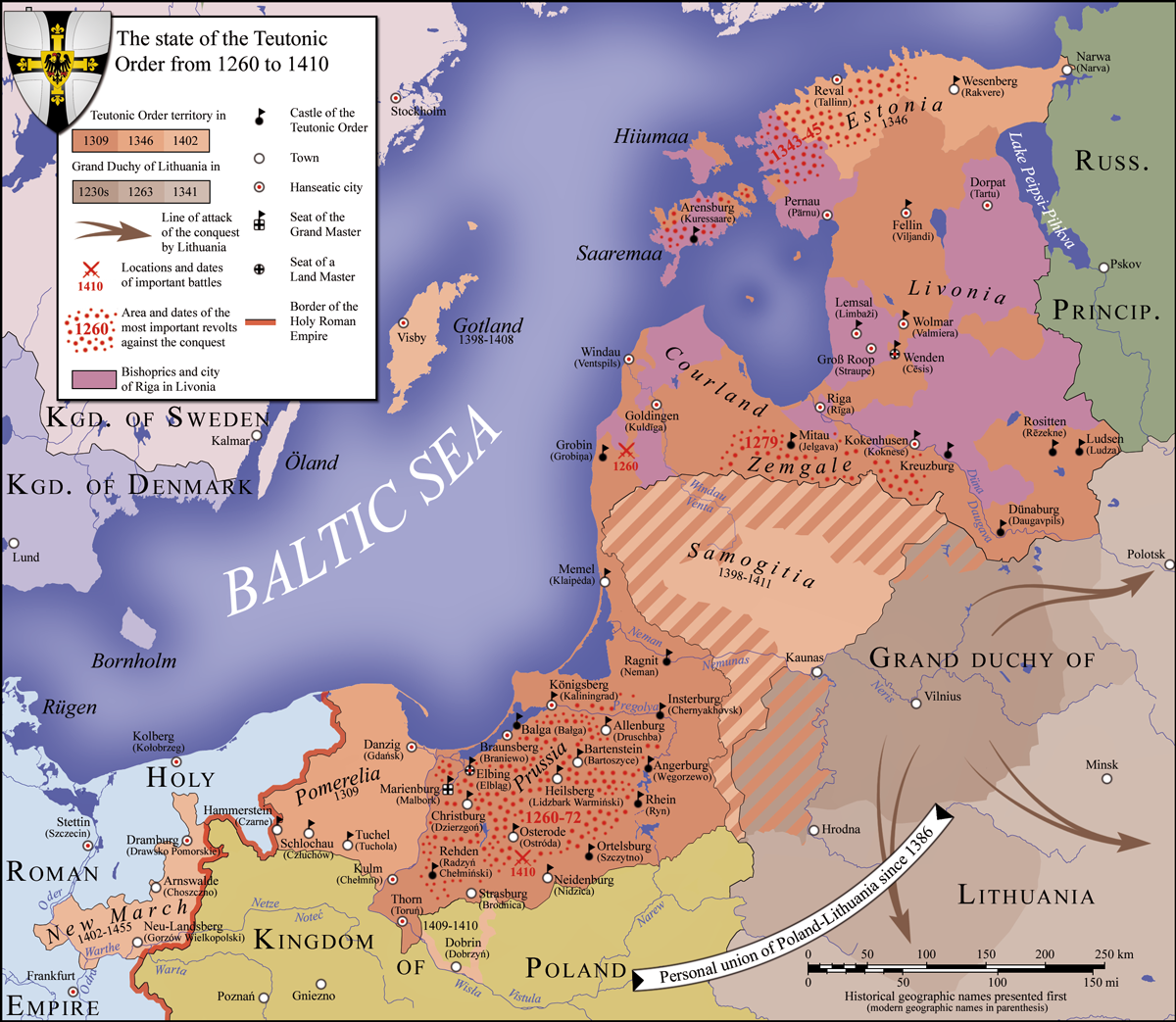
1410年的條頓騎士團國

### 條頓騎士團國的締建
條頓騎士團的野心不只在普魯士，更企圖征服立陶宛地區。1236年寶劍騎士團敗於立陶宛，教廷命令其殘兵併入條頓騎士團，隨後條頓騎士團征服一系列據點。1291年條頓騎士團征服普魯士全境，1309年騎士團中心從威尼斯轉移至普魯士馬爾堡，並建立了以條頓騎士團為中心的國家。

### 稱霸東北歐
條頓騎士團國建立後，不斷的擴張領土。至1404年領土以涵蓋了整個波羅的海東岸與南岸，成為了東北歐的霸權。征服普魯士後，條頓騎士團國引入了大量的日耳曼人。也形成了普魯士的兩個階級，貴族與市民階級。普魯士的商業發達，其境內城市多為「漢撒同盟」的主要經濟體。

### 與波蘭王國的衝突
條頓騎士團從建立以來，就與波蘭王國敵對。雖由波蘭的康拉德公爵引入，卻在勢力坐大後反過來攻擊波蘭。1309年騎士團奪得西普魯士，使波蘭退縮為內陸國家。於是波蘭與同為條頓騎士團敵人的立陶宛結盟。1386組成波立聯邦。其後數十年兩國爭鋒相對。對決之勢必不可免。

### 中衰
條頓騎士團建立後，除統治階級騎士團以外，興起兩大階級，貴族階級以及市民階級。他们都有參與國政的要求。而騎士團悍然拒絕了他们，并與兩大階級形成對抗之勢。加上騎士團介入商業貿易後，累積了大量財富。過去的戰鬥力與信仰步入了腐化。內部矛盾與軍事武力的衰退下，慢慢步入衰亡。

### 滅亡與瓜分
為了舒緩內部矛盾壓力，1409年騎士團对波立聯邦發動攻擊。卻在1410年第一次但能堡战役大敗。隔年簽訂《第一次索恩和约》。必須賠償鉅額賠款。騎士團向國內徵收重稅以償還龐大債務。卻使國內貴族與市民憤而抗拒騎士團統治。1454年波蘭趁勢攻入普魯士。1466年騎士團被迫簽署第二次投恩合約，從此成為波蘭附庸。史稱「普魯士的瓜分」。

## 意義與影響

### 對德國的影響
騎士團的忠貞、安貧、服從的苦行僧教規與騎士階級特有的俠義精神成為了日後普魯士的特質。在普魯士腓特列大帝的淬煉後更成為普魯士精神。影響了今日德國人的民族性。

### 對波蘭的影響
在坦能貝格戰役擊潰條頓騎士團，對波蘭來說是民族運動的重要精神紀念，也是波蘭復國運動的指標性歷史事件。二戰後波蘭重修條頓騎士團的首府馬林堡，以彰顯其曾經打倒騎士團的歷史。

## 普魯士的後續發展
1525年宗教改革中，條頓騎士團大團長阿爾布雷希特宣布條頓騎士團國世俗化，改宗路德宗，建立普魯士公國，向波蘭國王效忠，定首都為柯尼斯堡。1618年，來自霍亨索倫家族的布蘭登堡侯國選帝侯約翰·西吉斯蒙德繼承公國王位，布蘭登堡-普魯士建立。1657年，根據《韋勞條約》，大選帝侯腓特烈·威廉獲得公國完全主權，1660年的《奧利瓦條約》對此進一步確認。1701年，普魯士公國升級為普魯士王國。

### 引用
1. ↑  Daniel Stone, A History of Central Europe, University of Washington Press, 2001, ISBN 0-295-98093-1, Google Print, p.18-19 （页面存档备份，存于）